# Cerreto Guidi
Cerreto Guidi is een gemeente in de Italiaanse provincie Florence (regio Toscane) en telt 10.126 inwoners (31-12-2004). De oppervlakte bedraagt 49,3 km², de bevolkingsdichtheid is 205 inwoners per km². In het midden van de gelijknamige plaats staat een 'villa medicea', die behoort tot de reeks van villa's der Medici's die aangewezen zijn als UNESCO-werelderfgoed. De rijk gedecoreerde villa met bescheiden tuin kan worden bezocht.

## Demografie
Cerreto Guidi telt ongeveer 3609 huishoudens. Het aantal inwoners steeg in de periode 1991-2001 met 6,7% volgens cijfers uit de tienjaarlijkse volkstellingen van ISTAT.
| Jaar | Inwoneraantal |
| ---- | ------------- |
| 1991 | 8953          |
| 2001 | 9555          |

## Geografie
De gemeente ligt op ongeveer 123 m boven zeeniveau.
Cerreto Guidi grenst aan de volgende gemeenten: Empoli, Fucecchio, Lamporecchio (PT), Larciano (PT), San Miniato (PI), Vinci.